# Florencio Harmodio Arosemena

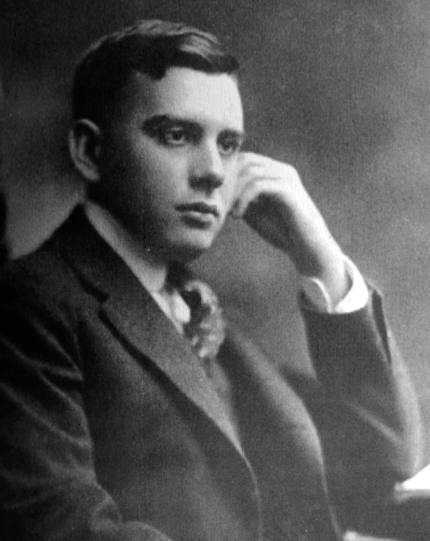
Florencio Harmodio Arosemena

Florencio Harmodio Arosemena (Cidade do Panamá, Estados Unidos da Colômbia, 17 de setembro de 1872 - Nova York, 30 de agosto de 1945) foi um engenheiro civil e político panamenho. 
Estudou e trabalhou como engenheiro civil na Alemanha, onde posteriormente dirigiu-se ao Equador e depois voltou para o Panamá. No Panamá, construiu várias obras como o Palácio Nacional, o Instituto Nacional, a Ferrovia de Puerto Armuelles, entre outros. Era reconhecido como poliglota por dominar sete idiomas (espanhol, inglês, alemão, turco, francês, italiano e português) e foi um amigo pessoal do físico Albert Einstein, com quem estudou na Alemanha.
Como membro do Partido Liberal, foi eleito Presidente da República do Panamá por eleição popular, durante um período de graves dificuldades econômicas, atuou como presidente da 1 de outubro de 1928 até 3 de janeiro de 1931 quando ocorreu o golpe da Acción Comunal. A sua presidência esteve focada em obras públicas e na redução dos gastos do governo. Na sua tentativa de fazê-lo através da redução dos salários públicos em 1928, resultou em sua restauração no ano seguinte, em última análise, causando um déficit em 1930. Este período durou até o golpe de Estado de 2 de janeiro de 1931, quando seu mandato chegou ao fim com o Dr. Arnulfo Arias Madrid conduzido o golpe e Harmodio Arias Madrid assumindo a presidência.